# Republikanische Partei für Arbeit und Gerechtigkeit
Die Republikanische Partei für Arbeit und Gerechtigkeit (RPTS, belarussisch Рэспубліканская партыя працы і справядлівасці, РПТС; russisch Республиканская партия труда и справедливости) ist eine belarussische regimetreue politische Partei, welche am 26. Juli 1993 gegründet wurde.
Die Partei unterstützt die Politik des belarussischen Präsidenten Alexander Lukaschenka.

## Positionen
Auf ihrer Internetpräsenz positioniert sich die Partei als sozialdemokratisch und beschreibt ihr Ziel darin, sozial schwachen Menschen zu helfen. Sie unterstützt die Form der Präsidialrepublik. Zu ihren Zielen gehört die Integration Belarus’ mit anderen Völkern und der Schutz der Umwelt.

## Wahlergebnisse
| Wahl                           | %     | Mandate |
| ------------------------------ | ----- | ------- |
| Parlamentswahl in Belarus 1995 | 0,5 % | 1       |
| Parlamentswahl in Belarus 2000 | 2,1 % | 1       |
| Parlamentswahl in Belarus 2004 |       |         |
| Parlamentswahl in Belarus 2008 |       |         |
| Parlamentswahl in Belarus 2012 | 0,9 % | 1       |
| Parlamentswahl in Belarus 2016 | 2,9 % | 3       |
| Parlamentswahl in Belarus 2019 | 6,8 % | 6       |